# Mike Albornoz
Mike Albornoz (Guayaquil, Ecuador; 1965) nombre artístico de Ángel Wilfrido Albornoz es un actor, cantante, compositor de música rock y multinstrumentista ecuatoriano. Empezó su carrera musical en la adolescencia, después de formar el grupo E.A.S.Y. en la cual interpretaban canciones versionadas de bandas y artistas británicos de renombre, como The Rolling Stones, Queen, Elton John, entre otros.
Se le considera «uno de los referentes musicales del país» y uno de los artistas más populares a finales de la década de 1980 y comienzos de 1990 según la crítica especializada. Se dio a conocer en la escena de la música rock por sus canciones «San Viernes» y «Un balde de agua fría», temas que fueron lanzados y comercializados en disco de vinilo y que gozaron de gran difusión en los medios ecuatorianos. «San Viernes» fue una de las canciones más representativas de Albornoz, hasta el punto de llegar a ser considerada un himno. Otras canciones destacadas como «Tus besos», «Piano piernas» y «Mi perfecta manera de amar» también gozaron de la aceptación del público en general.
Durante su trayectoria musical ha lanzado al mercado 4 álbumes de estudio y más de una decena de canciones. Albornoz ha realizado diversos conciertos y giras locales y nacionales, donde interpreta sus canciones y rinde tributo a otras bandas representativas del género rock, tanto en idioma español como en inglés También ha incursionado en las artes escénicas, realizando varios musicales y obras de teatro en distintos escenarios del país.

## Discografía

#### Álbumes de estudio
- 1997: Maik En Terapia Insentiva Opera y Lo Cura
- 2003: Noztradamus[3]
- 2006: Prefiero solo que mal acompañado[3]
- 2011: La vuelta al mundo en 80 días[3]

#### Sencillos
- 1986: «Bienvenidos»
- 1986: «Tus besos»
- 1987: «San Viernes»
- 1987: «Un balde de agua fría»
- 1988: «Piano - Piernas»
- 1988: «Loco por tu amor»
- 1990: «Sombras»
- 1990: «Espérame»
- 1991: «Mi perfecta manera de amar»
- 1992: «No puedo olvidarte»
- 1992: «Abrázame»
- 1997: «Oye»
- 1997: «90 grados»
- 2003: «Luna llena en Guayaquil»[8]